# Процес Ђордану Бруну
„Процес Ђордану Бруну” је југословенски ТВ филм из 1976. године. Режирао га је Марио Фанели а сценарио су написали Марио Фанели и Марио Морети.

## Улоге
| Глумац                  | Улога                                          |
| ----------------------- | ---------------------------------------------- |
| Љуба Тадић              | Ђордано Бруно                                  |
| Слободан Цица Перовић   | Кардинал Ђулио Санторио (као Слободан Перовић) |
| Слободан Алигрудић      | Инквизитор Габриел да Салуцо                   |
| Раде Марковић           | Ђованни Моцениго                               |
| Воја Мирић              | Кардинал Роберто Белармино                     |
| Виктор Старчић          | Монсињоре Лудовик Таверна                      |
| Јован Милићевић         | Кардинал Мадручи                               |
| Петар Краљ              | Фра Целестино                                  |
| Божидар Павићевић Лонга | Дон Галеацо                                    |

Остале улоге  ▼
| Глумац                   | Улога                                           |
| ------------------------ | ----------------------------------------------- |
| Михајло Викторовић       | Фра Антонио                                     |
| Стојан Столе Аранђеловић | Капетан Матео де Аванто (као Столе Аранђеловић) |
| Јосиф Татић              | Дон Клауд Гилард                                |
| Иван Јонаш               | Ђовани Батиста Ћиото, књижар                    |